# Dichaetomyia setulipes
Dichaetomyia setulipes är en tvåvingeart som först beskrevs av Stein 1918.  Dichaetomyia setulipes ingår i släktet Dichaetomyia och familjen husflugor. Inga underarter finns listade i Catalogue of Life.